# Mermaids
Mermaids is een Amerikaanse film uit 1990 onder regie van Richard Benjamin.

## Verhaal
Dit verhaal gaat over Charlotte en Kate Flax, twee zusjes die bij hun moeder wonen die een nogal promiscue seksleven leidt. Charlotte is op zoek naar een religie om te volgen en wordt katholiek. Ze is van plan een non te worden. Dit doet ze om niet net zoals haar moeder te worden. Op een avond wordt ze dronken en staat haar kleine zus op het punt om te verdrinken.

## Rolverdeling
| Acteur              | Personage      |
| ------------------- | -------------- |
| Cher                | Rachel Flax    |
| Winona Ryder        | Charlotte Flax |
| Christina Ricci     | Kate Flax      |
| Bob Hoskins         | Lou Landsky    |
| Michael Schoeffling | Joe Porretti   |
| Caroline McWilliams | Carrie         |